# Rattus hoffmanni
Rattus hoffmanni — один з видів гризунів роду пацюків (Rattus).

## Поширення
Цей вид зустрічається на всьому Сулавесі, Індонезія, за винятком верхніх схилів Гунунг Лампобатанг. Він також знаходиться на острові Маленге. Зустрічається в низинних і гірських вологих тропічних лісах. Він терпимо ставиться до деякого порушення середовища проживання і може бути знайденим у вторинних лісах і чагарниках. Був зафіксований на кавових плантаціях.

## Морфологічні особливості
Гризуни середнього розміру, завдовжки 167—211 мм, хвіст — 155—195 мм, стопа — 36 — 42 мм, вуха — 21 — 24 мм. Вага досягає 240 грам.

## Зовнішність
Хутро коротке, густе і м'яке. Забарвлення спини варіюється від світло-коричневого до темно-коричневого, з охряними кінчиками окремих волосинок, тоді як вентральні частини переважно темно-коричневі. Навколо очей є два чорнуваті кільця. Вуха великі та чорнуваті. Спинні частини рук і ніг коричневі, з нігтями кремового відтінку. Підошви ніг блідо-сірі. Хвіст темно-коричневий, приблизно такий же, як голова і тіло, з приблизно 9-12 лускатими кільцями на сантиметр. У самиць є одна пара післяпахвових сосків, одна черевна пара і дві пахові пари. Каріотип дорівнює 2n = 42 FN = 61-62.

## Звички
Це наземний, плодоїдний вид.

## Загрози та охорона
У низинних ділянках свого ареалу, йому загрожує втрата середовища існування в результаті лісозаготівель і переробки землі, щоб відкрити посівні площі. Він присутній у багатьох охоронних територіях.